# Alma (Georgia)
Alma is een plaats (city) in de Amerikaanse staat Georgia, en valt bestuurlijk gezien onder Bacon County.

## Demografie
Bij de volkstelling in 2000 werd het aantal inwoners vastgesteld op 3236.
In 2006 is het aantal inwoners door het United States Census Bureau geschat op 3477, een stijging van 241 (7,4%).

## Geografie
Volgens het United States Census Bureau beslaat de plaats een oppervlakte van
15,0 km², waarvan 14,8 km² land en 0,2 km² water. Alma ligt op ongeveer 61 m boven zeeniveau.

## Plaatsen in de nabije omgeving
De onderstaande figuur toont nabijgelegen plaatsen in een straal van 36 km rond Alma.